# Joe Nickell

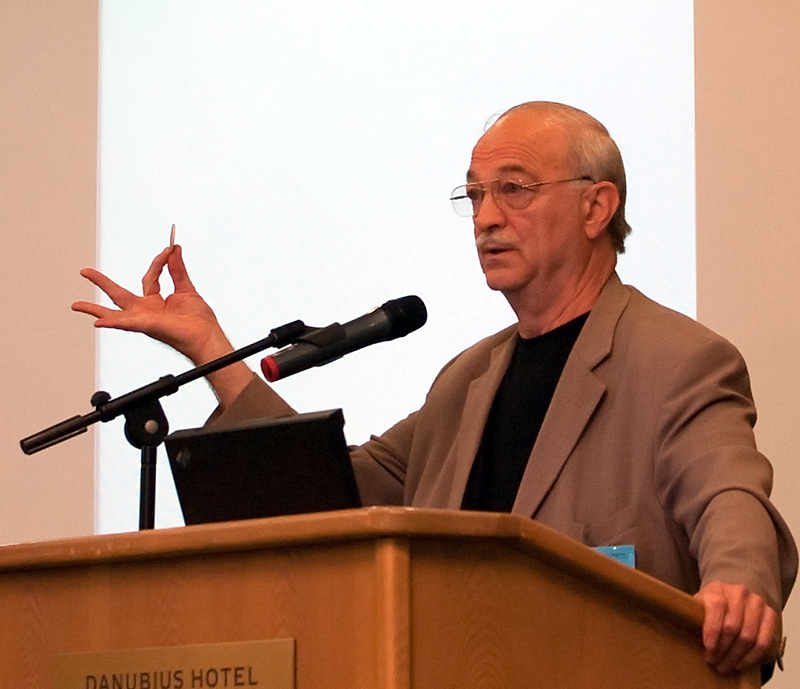
Joe Nickell (2010)

Joe Nickell (* 1. Dezember 1944 in West Liberty, Kentucky; † 4. März 2025) war ein US-amerikanischer Kunsthistoriker, der durch seine Untersuchung paranormaler Phänomene bekannt wurde.

## Leben und Werk
Nickell studierte an der University of Kentucky und erlangte 1967 den Bachelor. Im folgenden Jahr siedelte er nach Kanada über, um sich der Wehrpflicht für den Vietnamkrieg zum entziehen. Nach der Amnestie 1977 kehrte er nach Kentucky zurück und schloss die Ausbildung mit Master und PhD in Kunstgeschichte ab. Er absolvierte eine Ausbildung als Magier (drei Jahre an der Houdini Magical Hall of Fame) und arbeitete als Privatdetektiv für eine bekannte Agentur. Er lehrte über mehrere Jahre Technische Redaktion an der University of Kentucky, bevor er 1995 hauptberuflich für das CSICOP tätig wurde.
Er arbeitete als wissenschaftlicher Berater in historischen Fragen. Nickell war Mitglied des Committee for Skeptical Inquiry (CSI, früher CSICOP) und Kolumnist für das US-Wissenschaftsmagazin Skeptical Inquirer. Er veröffentlichte auch im The New Yorker und trat in der Today show (NBC) auf. Er enttarnte das angebliche Tagebuch von Jack the Ripper als Fälschung und sah sich selbst mehr als "Paranormal Investigator" (Untersuchender von übernatürlichen Phänomenen) als ein entlarvender Skeptiker.
Im Jahr 2002 war er einer von mehreren Experten, die im Auftrag des Literaturwissenschaftlers Henry Louis Gates die Authentizität der Handschrift von Hannah Crafts’ The Bondwoman's Narrative (1853–1860) als möglicherweise erstem Roman einer afro-amerikanischen Frau in den USA untersuchten.
In seiner Freizeit betätigte sich Nickell als Lyriker. Während seiner College-Zeit begann er, Gedichte zu schreiben, entschied sich aber, dieses Hobby nicht professionell zu verfolgen.
Nickell starb am 4. März 2025 im Alter von 80 Jahren.